# 利子内亲王
利子内親王（1197年（建久八年）—1251年1月25日（建長三年正月初二日）），鎌倉時代皇族。伊勢斋宮。四条天皇准母・皇后宮、女院。院号式乾門院。法名真性智。父後高倉院守貞親王、母持明院陳子（北白河院、持明院基家之女）。同母弟後堀河天皇、同母妹安嘉門院邦子内親王（後堀河天皇准母・皇后宮、女院）。
嘉禄2年十一月廿六日（1226年12月16日）、30歳受内親王宣下，同母弟後堀河天皇斋宮卜定。安貞元年四月廿九日（1227年6月14日），入左近衛府初斎院。同年九月廿四日（11月4日），移野宮。安貞2年九月十九日（1228年10月18日），伊勢群行。宽喜元年（1229年）4月，准三后。貞永元年十月初四日（1232年11月17日），後堀河天皇退位。天福元年二月初五日（1233年3月17日）回京。同年六月二十日（7月28日），冊立为侄子四条天皇的准母、皇后宮。延应元年十一月十三日（1239年12月9日），因病出家为尼，號式乾門院。建長3年正月初二日（1251年1月25日），55歳驾崩。